# Sport Club Corinthians Alagoano
El Sport Club Corinthians Alagoano fue un club de fútbol de la ciudad de Maceió, en Alagoas, Brasil. Fue fundado en 1991 y jugó en el Campeonato Alagoano Ganando 1 título.

## Palmarés

### Torneos nacionales
- Campeonato Alagoano (1):2004